# Engelbert II van Brienne
Engelbert II van Brienne (overleden voor 1027/1031) was eind 10e eeuw en begin 11e eeuw graaf van Brienne. Hij behoorde tot het huis Brienne.

## Levensloop
Engelbert II was vermoedelijk de zoon en erfgenaam van graaf Engelbert I van Brienne. Na de dood van zijn vader, ten vroegste in 968, werd hij graaf van Brienne. Hij huwde met Alix, die waarschijnlijk tot het geslacht van de graven Sens behoorde. Zij was ook de weduwe van graaf Godfried I van Joigny, met wie ze drie zonen had.
Via zijn huwelijk met Alix had Engelbert de burcht van Joigny verworven. Ook deed het echtpaar verschillende donaties aan de Abdij van Montier-en-Der, om de goede band tussen zijn vader en deze abdij te herdenken. Na de dood van zijn echtgenote in 1018 ondersteunde Engelbert II volgens kroniekschrijver Alberik van Trois-Fontaines zijn schoonzoon Stefanus van Joinville bij de strijd om het graafschap Joigny en de bouw van de nieuwe burcht van Joigny. Stefanus verloor de strijd om Joigny echter van de kinderen uit het eerste huwelijk van Alix van Sens.
Engelbert II overleed voor de periode 1027-1031; in een akte die uit die jaren dateert wordt zijn zoon Engelbert III voor het eerst vermeld als graaf van Brienne. Naast Engelbert had hij nog een zoon Gwijde en een dochter die gehuwd was met Stefanus van Joinville. Volgens een genealogische stamboom van het gravenhuis van Anjou uit het begin van de 12e eeuw was de moeder van Engelbert III en Gwijde echter niet Adelheid van Sens, maar wel ene Wandalmonis, die vermoedelijk uit de familie van de heren van Salins stamde.